# Montaż atrakcji
Montaż atrakcji – termin z estetycznej teorii Siergieja Eisensteina, wywiedziony z jego praktyki teatralnej i stojący w opozycji do traktowania sztuki jako działalności opartej na natchnieniu i improwizacji. Montaż atrakcji opierał się na łączeniu ze sobą kolejnych "atrakcji", a więc ujęć o bardzo silnym ładunku emocjonalnym lub wyrazistej wymowie estetycznej, tworzące razem zestawienia budzące mocne reakcje emocjonalne widza. Eisenstein opracował teorię montażu atrakcji w 1922 roku, a zastosował ją w praktyce m.in. w filmie Strajk  z 1924 roku (np. zestawienie ujęć z rzeźni z ujęciami przedstawiającymi masakrę robotników) oraz w Pancerniku Potiomkinie z 1925.